# Kelet-Kasai tartomány
Kelet-Kasai (Kasai-Oriental) a Kongói Demokratikus Köztársaság tartománya. Tartományi fővárosa Mbuji-Mayi. Nyugaton a Nyugat-Kasai tartomány, északnyugaton az Egyenlítői tartomány, északkeleten az Orientale tartomány, keleten a Maniema tartomány, délre a Katanga tartomány határolja. Területe 170 302 km², lakóinak száma 6 108 000 (2007), népsűrűsége 35,86 fő/km². A nemzeti nyelv a csiluba. A tartomány a világ egyik leggazdagabb gyémánt termelő vidéke.

## Története
- 1960. június 14. Luba-Kasai kinyilvánítja a függetlenségét Kasaitól, és kihirdeti a Dél-Kasai Szövetségi Államot.
- 1960. augusztus 9. Az autonóm État Minier du Sud-Kasai kikiáltása
- 1961. december 30. A központi kormány visszaveszi a hatalmat a régióban
- 1962. augusztus 14. Létrejön az új Dél-Kasai tartomány
- 1966. április 25. Lomami, Dél-Kasai, és Sankuru tartományok összeolvadásával létrejön a Kelet-Kasai tartomány.

## Fontosabb városai
- Mbuji-Mayi
- Kabinda
- Lodja
- Gandajika

## Felosztás
A 2005-ös alkotmányt népszavazással 2006 februárjában fogadták el. Az alkotmány többszöri halasztás után 2015-ben lépett hatályba. Ennek értelmében a tartomány felosztása:
- Kelet-Kasai, Mbuji-Mayi tartományi fővárossal
- Lomami, Kabinda tartományi fővárossal
- Sankuru, Lodja tartományi fővárossal